# Frei Serafim (Itambacuri)
Frei Serafim é um distrito do município brasileiro de Itambacuri, no interior do estado de Minas Gerais. Segundo o censo demográfico de 2022, realizado pelo Instituto Brasileiro de Geografia e Estatística (IBGE), sua população era de 1 688 habitantes e havia 590 domicílios particulares permanentes ocupados. Possui área de 556,10 km² conforme a Fundação João Pinheiro (FJP). Foi criado a partir do povoado de Santa Isabel pela lei estadual nº 843 de 7 de setembro de 1923, juntamente à emancipação da cidade.
De acordo com o IBGE, em 2010 a população era de 2 027 habitantes e havia 767 domicílios particulares.
Está a 32 km da sede municipal e sua principal atividade econômica é a agropecuária, sendo muito conhecido por festas dos meses de junho e novembro, mês em que se comemora a festa da padroeira Santa Isabel. Seu nome é uma homenagem a um dos Fundadores de Itambacuri, Frei Serafim de Gorizia.[carece de fontes?]